# Hipparchia pauper
Hipparchia pauper är en fjärilsart som beskrevs av Le Cerf 1913. Hipparchia pauper ingår i släktet Hipparchia och familjen praktfjärilar. Inga underarter finns listade i Catalogue of Life.